# تشارلز سيلفستر
تشارلز سيلفستر (بالفرنسية: Charles Silvestre)‏ روائي من خلفية جهوية. ولد في 2 فبراير 1889 بتول وتوفى في 31 مارس 1948 ببيلاك. حصل على جائزة فيمينا الأدبية عام 1926.